# Wydział Prawa i Administracji Uniwersytetu Gdańskiego
Wydział Prawa i Administracji Uniwersytetu Gdańskiego (WPiA UG) – największy wydział w strukturze Uniwersytetu Gdańskiego. Powstał wraz z utworzeniem uniwersytetu w 1970.

## Profil kształcenia
Wydział oferuje wykształcenie wyższe na kierunkach:
- Prawo – jednolite studia magisterskie w trybie dziennym, wieczorowym i zaocznym, studia doktoranckie w trybie zaocznym
- Administracja – studia pierwszego i drugiego stopnia w trybach dziennym, wieczorowym i zaocznym
- Kryminologia – studia pierwszego i drugiego stopnia w trybach dziennym i zaocznym (we współpracy z Wydziałami: Chemii, Biologii, Matematyki, Fizyki i Informatyki)
- Podatki i doradztwo podatkowe – studia pierwszego i drugiego stopnia w trybach dziennym i zaocznym (prowadzone wspólnie z Wydziałem Zarządzania UG)
- Criminology and Criminal Justice — studia pierwszego stopnia w trybie dziennym, w języku angielskim
- Prawo w Administracji i Gospodarce — studia drugiego stopnia w trybie zaocznym.

Na wydziale kształci się około 3900 studentów. Ponieważ ten wydział ma największą na UG aulę, odbywają się tutaj ogólnouczelniane uroczystości jak: nadanie tytułu doktora honoris causa, inauguracja roku akademickiego, zaprzysiężenie rektora-elekta, wykłady ważnych gości itp.

## Władze w kadencji 2024–2028[2][3]
- Dziekan – dr hab. Wojciech Zalewski, prof. UG
- Prodziekan ds. kształcenia – dr hab. Małgorzata Balwicka-Szczyrba, prof. UG
- Prodziekan ds. nauki – dr hab. Piotr Uziębło, prof. UG
- Prodziekan ds. współpracy międzynarodowej i rozwoju – dr hab. Marcin Michał Wiszowaty, prof. UG

## Struktura
- Katedra Historii Prawa (dr hab. Michał Gałędek, prof. UG)
- Katedra Informatyki Prawniczej (dr hab. Grzegorz Wierczyński, prof. UG)
- Katedra Postępowania Administracyjnego i Sądowoadministracyjnego (dr hab. Mariusz Bogusz, prof. UG)
- Katedra Postępowania Cywilnego (dr hab. Anna Machnikowska, prof. UG)
- Katedra Prawa Administracyjnego (prof. zw. dr hab. Tomasz Bąkowski)
- Katedra Prawa Cywilnego (prof. zw. dr hab. Ewa Bagińska)
- Katedra Prawa Europejskiego i Komparatystyki Prawniczej (dr hab. Tomasz Tadeusz Koncewicz, prof. UG)
- Katedra Prawa Finansowego (prof. zw. dr hab. Jolanta Gliniecka)
- Katedra Prawa Gospodarczego Publicznego i Ochrony Środowiska (dr hab. Maciej Nyka, prof. UG)[4])
- Katedra Prawa Handlowego i Międzynarodowego Prawa Prywatnego (dr hab. Joanna Kruczalak-Jankowska, prof. UG)
- Katedra Prawa Karnego Materialnego i Kryminologii (dr hab. Wojciech Zalewski, prof. UG)
- Katedra Prawa Karnego Procesowego i Kryminalistyki (dr hab. Krzysztof Woźniewski, prof. UG)
- Katedra Prawa Konstytucyjnego i Instytucji Politycznych (dr hab. Krzysztof Grajewski, prof. UG)
- Katedra Prawa Międzynarodowego Publicznego (dr hab. Adam Wiśniewski, prof. UG)
- Katedra Prawa Morskiego (dr hab. Dorota Pyć, prof. UG)
- Katedra Prawa Pracy (prof. zw. dr hab. Jakub Stelina)
- Katedra Teorii i Filozofii Państwa i Prawa (prof. zw. dr hab. Jerzy Zajadło)
- Zakład Praw Człowieka i Etyki Prawniczej (dr hab. Sebastian Sykuna, prof. UG)
- Zakład Kryminologii (dr hab. Wojciech Zalewski, prof. UG)
- Zakład Kryminalistyki i Prawa Dowodowego (dr hab. Sławomir Steinborn, prof. UG)
- Zakład Prawa Ochrony Środowiska (prof. zw. dr hab. Janina Ciechanowicz-McLean)
- Zakład Prawa Gospodarczego Publicznego (dr hab. Anna Dobaczewska, prof. UG)
- Zakład Prawa Rzymskiego (prof. dr hab. Jacek Wiewiorowski, prof. UG)
- Centrum Prawa Własności Intelektualnej (dr hab. Maciej Barczewski, prof. UG)

Ponadto na Wydziale działają:
- Szkoła Prawa Amerykańskiego (we współpracy z Chicago-Kent College of Law)
- Szkoła Prawa Brytyjskiego (Diploma in English Law and Practical Legal Skills)
- Szkoła Prawa Chińskiego (we współpracy z China Youth University of Political Studies i Instytutem Konfucjusza w Gdańsku)
- Szkoła Prawa Francuskiego (we współpracy z Wydziałem Prawa Uniwersytetu Toulouse Capitole 1)
- Szkoła Prawa Niemieckiego (we współpracy z Institut für Ostrecht der Universität zu Köln)
- Szkoła Prawa Rosyjskiego (we współpracy z Państwową Akademią Prawa w Saratowie)
- Muzeum Kryminalistyki (od lat 80. XX wieku)

## Organizacje
Na wydziale działają: samorząd studencki, Studencka Uniwersytecka Poradnia Prawna (SUPP), Europejskie Stowarzyszenie Studentów Prawa ELSA Poland, a także koła naukowe:
- Studenckie Koło Naukowe Arbitrażu i Mediacji
- Studenckie Koło Naukowe Forum Badań Prawnych
- Studenckie Koło Naukowe Historyczno-Prawne
- Studenckie Koło Naukowe Klub Debat "Ars Bene Dicendi"
- Studenckie Koło Naukowe Kryminologii
- Studenckie Koło Naukowe Międzynarodowego Prawa Handlowego
- Studenckie Koło Naukowe Ochrony Praw Konsumenta
- Studenckie Koło Naukowe Postępowania Cywilnego
- Studenckie Koło Naukowe Praktyki Prawa
- Studenckie Koło Naukowe Prawa Administracyjnego
- Studenckie Koło Naukowe Prawa Cywilnego
- Studenckie Koło Naukowe Prawa Finansowego
- Studenckie Koło Naukowe Prawa Karnego
- Studenckie Koło Naukowe Prawa Konstytucyjnego
- Studenckie Koło Naukowe Prawa Morskiego
- Studenckie Koło Naukowe Prawa Własności Intelektualnej UG
- Studenckie Koło Naukowe „Rhetoricus"
- Studenckie Koło Naukowe Teorii i Filozofii Państwa i Prawa
- Studenckie Koło Naukowe Historii Prawa "Historia Magistra Iuris"

## Historia
Pomimo wielowiekowej historii Gdańska i sięgających XVI wieku tradycji wykładania prawa na poziomie akademickim (w 1580 r. otwarto katedrę prawa i historii na Gdańskim Gimnazjum Akademickim, które istniało do 1817 r.), tradycje uniwersyteckie tego miasta sięgają jedynie do lat 70. XX w., kiedy to uchwałą Rady Ministrów 20 marca 1970 erygowany został Uniwersytet Gdański. Wraz z powołaniem największej na Pomorzu uczelni wyższej w jej ramach powstał Wydział Prawa i Administracji. Pierwszym dziekanem wydziału 1 maja 1970 został prof. zw. dr Stanisław Matysik. Pierwsze posiedzenie rady wydziału odbyło się 5 października 1970. Początkowo na wydziale kształcili się jedynie studenci administracji. Rok po powstaniu wydział rozszerzył swoją ofertę o kierunek prawo w trybie zaocznym, a od 1972 w trybie stacjonarnym. Początkowo także liczebność kadry naukowej nie przedstawiała się imponująco. Pierwotnie liczyła ona 24 pracowników, by rosnąć systematycznie do liczby 126 osób obecnie. Liczba studentów rosła od 104 w 1970 do niespełna 6000 (2008). W 1981 wydział uzyskał prawo do nadawania stopnia naukowego doktora habilitowanego. 1 października 2004 utworzono wydział zamiejscowy w Koszalinie.

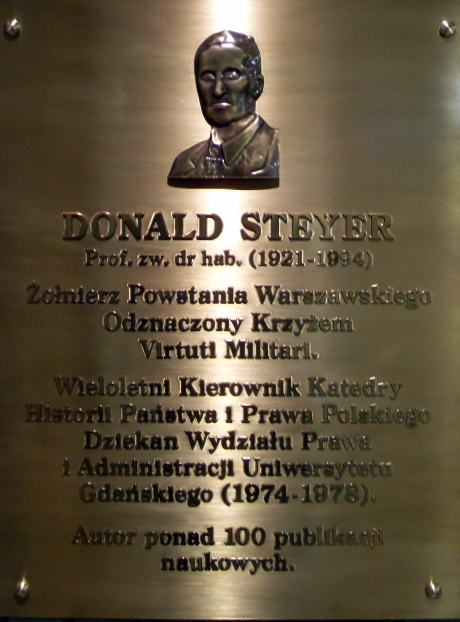
Tablica w gmachu Wydziału Prawa i Administracji Uniwersytetu Gdańskiego poświęcona prof. Donaldowi Steyerowi

### Poczet dziekanów
- Prof. zw. dr Stanisław Matysik (1970–1974)
- Prof. dr hab. Donald Steyer (1974–1978)
- Prof. dr hab. Tomasz Langer (1978–1981)
- Prof. dr hab. Andrzej Sylwestrzak (1981–1984)
- Prof. dr hab. Jan Grajewski (1984–1990)
- Dr hab. prof. UG Andrzej Pułło (1990–1996)
- Dr hab. prof. UG Andrzej Szmyt (1996–2002)
- Prof. dr hab. Michał Płachta (2002–2004)
- Prof. dr hab. Jarosław Warylewski (2004–2012)
- Prof. dr hab. Jakub Stelina (2012–2018[6])
- Dr hab. prof. UG Wojciech Zalewski (od 2019)

## Budynek

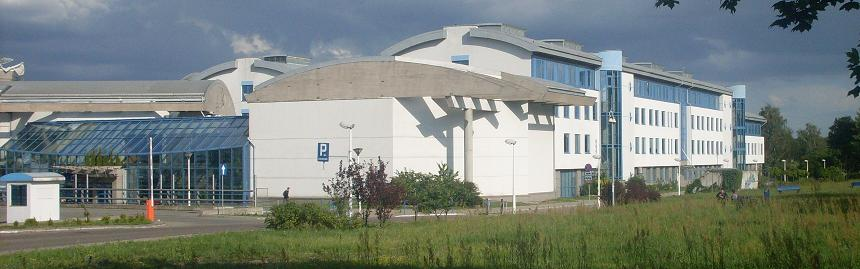
Budynek Wydziału Prawa i Administracji. Widoczna bryła audytoriów.

Od momentu powstania wydziału do połowy lat 90. XX wieku nie posiadał on własnego odrębnego budynku. Przez ten czas studentom służyły budowle rozmieszczone w Gdańsku i w Sopocie. Obecnie istniejąca siedziba WPiA powstała na mocy decyzji Ministra Edukacji Narodowej z 1995. Rok później wmurowano kamień węgielny. Budynek został oddany do użytku w 2001 (mimo że pierwsze wykłady audytoryjne odbywały się już w 2000).
Budynek Prawa i Administracji Uniwersytetu Gdańskiego bryłą nawiązuje do tradycji morskich miasta. W formie przypomina on katamaran. Na wydziale o powierzchni 22 000 m², znajdują się Aula na 400 miejsc, a ponadto trzy audytoria A, B i C o pojemności odpowiednio 200, 300 i 150 miejsc. W budynku mieści się także 37 sal wykładowych i dwie sale rozpraw przeznaczone do symulacji procesu. Wydział dysponuje także pracownią komputerową. Cały obiekt wyposażony jest w nowoczesny sprzęt audiowizualny.
W 2006 do użytku oddano ozdobną fontannę z bambusowym ogrodzeniem na parterze budynku z miejscami siedzącymi dla szukających relaksu studentów. W podziemiach budynku mieści się salon fitness.
Do obsługi studentów oddano bar oraz kawiarenkę "Maxim". Na parterze mieści się także księgarnia z literaturą przedmiotu, która porusza także inne niż prawo dziedziny wiedzy. Obok niej otworzono kiosk.
Przed wejściem do Biblioteki Wydziału znajduje się makieta przedstawiająca projekt budynku opracowany w 1995. Nieznacznie różni się od ostatecznego.